# Nadine Payot
Nadine Georgine Payot (Odessa, 1887 — Suíça, 1966), mais conhecida como Drª Payot, foi uma cosmetologista ucraniano-francesa.

## Carreira
Em 1917, morando em Nova York, conheceu a dançarina russa Ana Pavlova. Ao fazer uma avaliação estética da dançarina, Dra. Payot observou que ela tinha um corpo escultural, porém sua face estava flácida e com rugas. Essa avaliação fez a doutora descobrir sua vontade de trabalhar com a beleza e se tornar uma esteticista. A partir daí, ela desenvolveu uma técnica de massagem com as pontas dos dedos e cremes nutritivos, um revolucionário tratamento cosmético, e trabalhando em salões de beleza nos Estados Unidos, difundiu a técnica, tornando-se muito conhecida.
Em 1920, voltou com seu marido para França, onde fundou um laboratório no qual químicos especializados formulavam produtos cosméticos sobre sua supervisão na «Rue Richepanse». O sucesso foi enorme fazendo com que Dra. Payot abrisse, em 1937, seu primeiro Instituto de Beleza na «Rue de Castiglione». Mais tarde, fundaria uma escola de beleza, formando esteticistas.
| “ | Beleza não é uma questão de dinheiro, uma mulher precisa de apenas três cuidados básicos para manter-se bela: limpar, hidratar e nutrir a pele com produtos de qualidade. (Lema da Drª Payot) | ” |

## Vida pessoal
Nascida Nadia Gregoria em 1887 em Odessa, Ucrânia, na juventude foi morar em Lausanne na Suíça para estudar medicina, formando-se em 1912, tendo sido uma das primeiras estudantes a se graduar na escola. Casou-se em 1914 com um engenheiro francês Edmond Payot e foi morar na Argentina. Adotou o nome Nadine após adquirir cidadania francesa, pois acreditava ser um nome mais condizente com sua nova pátria e com mais apelo comercial. 
Durante sua trajetória, a Dra. Payot publicou alguns livros, entre eles «Cuidados Físicos para a Face e o Pescoço».
Em 1966, aos 79 anos e já consagrada, ela faleceu no período natalino em um hospital da Suíça. Após seu falecimento foi divulgado que ela, junto com seu filho, fundaram um instituto pedagógico para crianças com dificuldades de aprendizagem.